# Маникчхари
Маникчхари (бенг. মানিকছড়ি, англ. Manikchhari) — город на юго-востоке Бангладеш, административный центр одноимённого подокруга. Площадь города равна 75,11 км². По данным переписи 2001 года, в городе проживало 21 132 человека, из которых мужчины составляли 52,83 %, женщины — соответственно 47,17 %. Плотность населения равнялась 281 чел. на 1 км². Уровень грамотности населения составлял 24,5 % (при среднем по Бангладеш показателе 43,1 %). 